# Elezioni comunali in Lombardia del 2007
Il 27 maggio 2007 (con ballottaggio il 10 giugno) in Lombardia si tennero le elezioni per il rinnovo di numerosi consigli comunali

## Milano

### Abbiategrasso
| Candidati e Liste                            | Voti   | %      | Seggi |
| -------------------------------------------- | ------ | ------ | ----- |
| Roberto Albetti                              | 7.601  | 45,80  | -     |
| Forza Italia                                 | 3.838  | 25,48  | 7     |
| Lega Nord                                    | 1.479  | 9,82   | 3     |
| Alleanza Nazionale                           | 821    | 5,45   | 1     |
| Unione dei Democratici Cristiani e di Centro | 514    | 3,41   | 1     |
| Partito Pensionati                           | 267    | 1,77   | -     |
| Alberto Fossati                              | 4.569  | 27,53  | 1     |
| Democratici di Sinistra                      | 1.524  | 10,12  | 2     |
| La Margherita                                | 1.315  | 8,73   | 1     |
| Abbiategrasso Città Insieme                  | 669    | 4,44   | -     |
| Partito della Rifondazione Comunista         | 472    | 3,13   | -     |
| Italia dei Valori                            | 93     | 0,62   | -     |
| Arcangelo Ceretti                            | 3.307  | 19,93  | 1     |
| Lista Ceretti                                | 3.003  | 19,94  | 2     |
| Giovanni Bosco                               | 899    | 5,42   | 1     |
| Lista Bosco                                  | 859    | 5,70   | -     |
| Gianluca Norani                              | 219    | 1,32   | -     |
| Fiamma Tricolore                             | 206    | 1,37   | -     |
| Totale alle liste                            | 15.060 | 100,00 | 17    |
| TOTALE                                       | 16.595 | 100,00 | 20    |

### Buccinasco
| Candidati e Liste                            | Voti   | %      | Seggi |
| -------------------------------------------- | ------ | ------ | ----- |
| Loris Cereda                                 | 8.408  | 56,36  | -     |
| Forza Italia                                 | 3.751  | 28,13  | 7     |
| Alleanza Nazionale                           | 1.406  | 10,55  | 2     |
| Insieme per Buccinasco                       | 1.087  | 8,15   | 2     |
| Lista Lanati                                 | 936    | 7,02   | 1     |
| Unione dei Democratici Cristiani e di Centro | 417    | 3,13   | -     |
| Lega Nord                                    | 371    | 2,78   | -     |
| Partito Pensionati                           | 58     | 0,44   | -     |
| Maurizio Carbonera                           | 6.276  | 42,07  | 1     |
| L'Ulivo                                      | 2.170  | 16,28  | 4     |
| Partito della Rifondazione Comunista         | 1.026  | 7,70   | 2     |
| Italia dei Valori - Federazione dei Verdi    | 711    | 5,33   | 1     |
| SosteniAMO Buccinasco                        | 434    | 3,26   | -     |
| Udeur - Democrazia Cristiana                 | 298    | 2,24   | -     |
| Socialisti Democratici Italiani              | 269    | 2,02   | -     |
| Partito dei Comunisti Italiani               | 197    | 1,48   | -     |
| Domenico Iannone                             | 234    | 1,57   | -     |
| Destra Liberale                              | 202    | 1,52   | -     |
| Totale alle liste                            | 13.333 | 100,00 | 19    |
| TOTALE                                       | 14.918 | 100,00 | 20    |

### Cernusco sul Naviglio
| Candidati e Liste                            | Voti   | %      | Seggi |
| -------------------------------------------- | ------ | ------ | ----- |
| Eugenio Alberto Comincini                    | 7.322  | 40,97  | -     |
| La Margherita                                | 1.662  | 11,11  | 4     |
| Vivere Cernusco                              | 1.661  | 11,10  | 4     |
| Democratici di Sinistra                      | 1.235  | 8,25   | 3     |
| Partito della Rifondazione Comunista         | 742    | 4,96   | 1     |
| Italia dei Valori                            | 208    | 1,39   | -     |
| Lista Civica Girotondo                       | 133    | 0,89   | -     |
| Daniele Cassanmagnaghi                       | 7.106  | 39,76  | 1     |
| Forza Italia                                 | 3.389  | 22,65  | 4     |
| Cassanmagnaghi Sindaco                       | 716    | 4,79   | 1     |
| Unione dei Democratici Cristiani e di Centro | 710    | 4,75   | -     |
| Alleanza Nazionale                           | 585    | 3,91   | -     |
| Lista Colombo                                | 320    | 2,14   | -     |
| Il Naviglio                                  | 282    | 1,88   | -     |
| Cernusco Giovani                             | 184    | 1,23   | -     |
| Partito Pensionati                           | 115    | 0,77   | -     |
| Claudio Cogliati                             | 2.233  | 12,49  | 1     |
| Lega per Cernusco                            | 900    | 6,02   | 1     |
| Federalisti Cernuschesi                      | 516    | 3,45   | -     |
| Obiettivo Cernusco                           | 474    | 3,17   | -     |
| Giuliano Mossini                             | 425    | 2,38   | -     |
| Democrazia Cristiana per le Autonomie        | 252    | 1,68   | -     |
| Lista Civica per Cernusco                    | 130    | 0,87   | -     |
| Benito Acquarelli                            | 336    | 1,88   | -     |
| Democrazia Cristiana                         | 305    | 2,04   | -     |
| Enzo Collio                                  | 225    | 1,26   | -     |
| Unione Laica per Cernusco                    | 214    | 1,43   | -     |
| Michele D'Ursi                               | 225    | 1,26   | -     |
| Il Confronto                                 | 228    | 1,52   | -     |
| Totale alle liste                            | 14.961 | 100,00 | 18    |
| TOTALE                                       | 17.872 | 100,00 | 20    |

### Garbagnate Milanese
| Candidati e Liste                    | Voti   | %      | Seggi |
| ------------------------------------ | ------ | ------ | ----- |
| Leonardo Marone                      | 6.323  | 44,18  | -     |
| Forza Italia                         | 3.177  | 25,65  | 8     |
| Alleanza Nazionale                   | 808    | 6,52   | 2     |
| Cambiare si Può                      | 751    | 6,06   | 1     |
| Lega Nord                            | 519    | 4,19   | -     |
| Uniti per Garbagnate                 | 315    | 2,54   | -     |
| Partito Pensionati-Altri             | 224    | 1,81   | -     |
| Erminia Vittoria Zoppè               | 5.707  | 39,88  | 1     |
| L'Ulivo                              | 2.959  | 23,89  | 5     |
| Partito della Rifondazione Comunista | 741    | 5,98   | 1     |
| Udeur                                | 455    | 3,67   | -     |
| Federazione dei Verdi                | 362    | 2,92   | -     |
| Socialisti Democratici Italiani      | 44     | 0,36   | -     |
| Domenico Micalizzi                   | 996    | 6,96   | 1     |
| Una Nuova Città                      | 364    | 2,94   | -     |
| I Giovani per Garbagnate             | 239    | 1,93   | -     |
| Noi Donne per Garbagnate             | 211    | 1,70   | -     |
| Anni d'Argento                       | 59     | 0,48   | -     |
| Domenico Giuseppe Banfi              | 583    | 4,07   | -     |
| Italia dei Valori                    | 507    | 4,09   | -     |
| Benedetto Nicosia                    | 335    | 2,34   | -     |
| Partito dei Comunisti Italiani       | 169    | 1,36   | -     |
| Unione Popolare                      | 120    | 0,97   | -     |
| Giuseppe Vacirca                     | 217    | 1,52   | -     |
| Aria Pura                            | 223    | 1,80   | -     |
| Massimo Giacomo Franchi              | 101    | 0,71   | -     |
| Lista Comunista                      | 89     | 0,72   | -     |
| Dino Salati                          | 50     | 0,35   | -     |
| Nuovo PSI                            | 49     | 0,40   | -     |
| Totale alle liste                    | 12.385 | 100,00 | 18    |
| TOTALE                               | 14.312 | 100,00 | 20    |

### Legnano
| Candidati e Liste                                              | Voti   | %      | Seggi |
| -------------------------------------------------------------- | ------ | ------ | ----- |
| Lorenzo Vitali                                                 | 17.149 | 56.60  | -     |
| Forza Italia                                                   | 7.368  | 27,06  | 9     |
| Alleanza Nazionale                                             | 3.189  | 11,71  | 4     |
| Lega Nord                                                      | 3.188  | 11,71  | 4     |
| Unione dei Democratici Cristiani e di Centro                   | 938    | 3,44   | 1     |
| Democrazia Cristiana per le Autonomie                          | 755    | 2,77   | -     |
| Partito Pensionati                                             | 197    | 0,72   | -     |
| Rosaria Rotondi                                                | 5.444  | 17,97  | 1     |
| L'Ulivo                                                        | 3.162  | 11,61  | 4     |
| Partito dei Comunisti Italiani                                 | 565    | 2,08   | -     |
| Cittadini in Comune                                            | 350    | 1,29   | -     |
| Socialisti Democratici Italiani-Movimento Repubblicani Europei | 260    | 0,95   | -     |
| Democrazia Cristiana                                           | 178    | 0,65   | -     |
| Franco Crespi                                                  | 4.540  | 14,98  | 1     |
| Insieme per Legnano                                            | 4.218  | 15,49  | 4     |
| Nicoletta Bigatti                                              | 1.748  | 5,77   | 1     |
| Partito della Rifondazione Comunista                           | 765    | 2,81   | -     |
| Federazione dei Verdi                                          | 436    | 1,60   | -     |
| Città Viva                                                     | 269    | 0,99   | -     |
| Raffaele Giordano                                              | 928    | 3,06   | 1     |
| Italia dei Valori                                              | 902    | 3,31   | -     |
| Alessandro Bondioli                                            | 248    | 0,82   | -     |
| Movimento per il Palio                                         | 247    | 0,91   | -     |
| Silvio Polidori                                                | 241    | 0,80   | -     |
| Polo Civico di Centro                                          | 241    | 0,89   | -     |
| Totale alle liste                                              | 27.228 | 100,00 | 26    |
| TOTALE                                                         | 30.298 | 100,00 | 30    |

### Magenta
| Candidati e Liste                                          | Voti   | %      | Seggi |
| ---------------------------------------------------------- | ------ | ------ | ----- |
| Luca Del Gobbo                                             | 9.247  | 65,89  | -     |
| Forza Italia                                               | 5.005  | 39,55  | 9     |
| Alleanza Nazionale                                         | 1.238  | 9,78   | 2     |
| Lega Nord                                                  | 1.168  | 9,23   | 2     |
| Unione dei Democratici Cristiani e di Centro               | 545    | 4,31   | 1     |
| Movimento Sociale Cristiano                                | 166    | 1,31   | -     |
| Democrazia Cristiana per le Autonomie-Democrazia Cristiana | 80     | 0,63   | -     |
| Antonio Mereghetti                                         | 3.055  | 21,77  | 1     |
| L'Ulivo                                                    | 2.087  | 16,49  | 4     |
| Socialisti Democratici Italiani                            | 240    | 1,90   | -     |
| Per una Nuova Magenta                                      | 201    | 1,59   | -     |
| Partito dei Comunisti Italiani                             | 163    | 1,29   | -     |
| Italia dei Valori                                          | 103    | 0,81   | -     |
| Mariangela Basile                                          | 1.113  | 7,93   | 1     |
| Mariangela Basile per Magenta                              | 1.056  | 8,35   | -     |
| Elena Sachsl                                               | 328    | 2,34   | -     |
| Federazione dei Verdi                                      | 311    | 2,46   | -     |
| Mario De Luca                                              | 292    | 2,08   | -     |
| Partito della Rifondazione Comunista                       | 291    | 2,30   | -     |
| Totale alle liste                                          | 12.654 | 100,00 | 18    |
| TOTALE                                                     | 14.035 | 100,00 | 20    |

### Melegnano
| Candidati e Liste                     | Voti  | %      | Seggi |
| ------------------------------------- | ----- | ------ | ----- |
| Vito Bellomo                          | 4.858 | 53,28  | -     |
| Forza Italia-Alleanza Nazionale       | 2.633 | 33,83  | 9     |
| Lega Nord                             | 838   | 10,77  | 2     |
| Lista Civica in Sicurezza             | 425   | 5,46   | 1     |
| Partito Pensionati                    | 126   | 1,62   | -     |
| Democrazia Cristiana per le Autonomie | 122   | 1,57   | -     |
| Maurizio Margutti                     | 2.165 | 23,74  | 1     |
| Federazione dei Verdi                 | 464   | 5,96   | 1     |
| Sinistra Democratica                  | 388   | 4,99   | 1     |
| Partito della Rifondazione Comunista  | 385   | 4,95   | 1     |
| Democrazia è Partecipazione           | 380   | 4,88   | -     |
| Partito dei Comunisti Italiani        | 186   | 2,39   | -     |
| Elettra Sabella                       | 2.095 | 22,98  | 1     |
| L'Ulivo                               | 1.434 | 18,42  | 3     |
| Lista Civica delle Primarie           | 261   | 3,35   | -     |
| Italia dei Valori                     | 141   | 1,81   | -     |
| Totale alle liste                     | 7.783 | 100,00 | 18    |
| TOTALE                                | 9.118 | 100,00 | 20    |

### Pieve Emanuele
| Candidati e Liste                                          | Voti  | %      | Seggi |
| ---------------------------------------------------------- | ----- | ------ | ----- |
| Rocco Pinto                                                | 3.974 | 50,63  | -     |
| Forza Italia                                               | 1.461 | 20,63  | 6     |
| Alleanza Nazionale                                         | 965   | 13,63  | 3     |
| Unione dei Democratici Cristiani e di Centro               | 536   | 7,57   | 2     |
| Coraggio Cambiamo                                          | 466   | 6,58   | 1     |
| Lega Nord                                                  | 222   | 3,13   | -     |
| Democrazia Cristiana per le Autonomie-Democrazia Cristiana | 61    | 0,86   | -     |
| Partito Pensionati                                         | 29    | 0,41   | -     |
| Italiani nel Mondo                                         | 22    | 0,31   | -     |
| Paolo Festa                                                | 3.063 | 39,02  | 1     |
| Democratici di Sinistra                                    | 1.413 | 19,95  | 3     |
| La Margherita                                              | 390   | 5,51   | 1     |
| Partito dei Comunisti Italiani                             | 374   | 5,28   | 1     |
| Federazione dei Verdi                                      | 215   | 3,04   | -     |
| Italia dei Valori                                          | 122   | 1,72   | -     |
| Raffaele Vampa                                             | 812   | 10,35  | 1     |
| Partito della Rifondazione Comunista                       | 806   | 11,38  | 1     |
| Totale alle liste                                          | 7.082 | 100,00 | 18    |
| TOTALE                                                     | 7.849 | 100,00 | 20    |

### Rho
| Candidati e Liste                                          | Voti   | %      | Seggi |
| ---------------------------------------------------------- | ------ | ------ | ----- |
| Roberto Zucchetti                                          | 17.364 | 61,32  | -     |
| Forza Italia                                               | 8.488  | 33,72  | 11    |
| Lega Nord                                                  | 3.471  | 13,79  | 4     |
| Alleanza Nazionale                                         | 1.419  | 5,64   | 2     |
| Unione dei Democratici Cristiani e di Centro               | 1.208  | 4,80   | 1     |
| Democrazia Cristiana per le Autonomie-Democrazia Cristiana | 725    | 2,88   | 1     |
| Lista Civica per Rho                                       | 266    | 1,06   | -     |
| Partito Pensionati                                         | 112    | 0,44   | -     |
| Paola Pessina                                              | 9.205  | 32,51  | 1     |
| L'Ulivo                                                    | 4.812  | 19,12  | 7     |
| Partito della Rifondazione Comunista                       | 1.174  | 4,66   | 1     |
| Italia dei Valori                                          | 644    | 2,56   | 1     |
| Socialisti Democratici Italiani                            | 472    | 1,88   | -     |
| Federazione dei Verdi                                      | 395    | 1,57   | -     |
| Giovani Idee                                               | 376    | 1,49   | -     |
| Vittorio Marchio                                           | 964    | 3,40   | 1     |
| Partito dei Comunisti Italiani                             | 908    | 3,61   | -     |
| Giovanni Lombardo                                          | 783    | 2,77   | -     |
| Nuovo PSI-Partito Repubblicano Italiano                    | 703    | 2,79   | -     |
| Totale alle liste                                          | 25.173 | 100,00 | 28    |
| TOTALE                                                     | 28.316 | 100,00 | 30    |

### San Donato Milanese
| Candidati e Liste                                                   | Voti   | %      | Seggi |
| ------------------------------------------------------------------- | ------ | ------ | ----- |
| Mario Antonio Dompè                                                 | 7.637  | 44,79  | -     |
| Forza Italia                                                        | 3.713  | 23,78  | 10    |
| La Città Domani                                                     | 1.105  | 7,08   | 3     |
| Alleanza Nazionale                                                  | 974    | 6,24   | 2     |
| Unione dei Democratici Cristiani e di Centro-Altri                  | 491    | 3,15   | 1     |
| Partito Pensionati                                                  | 215    | 1,38   | -     |
| Poasco Sorigherio con San Donato                                    | 173    | 1,11   | -     |
| Lista Indipendente                                                  | 135    | 0,86   | -     |
| Achille Taverniti                                                   | 6.891  | 40,42  | 1     |
| L'Ulivo                                                             | 3.388  | 21,70  | 6     |
| Federazione dei Verdi                                               | 917    | 5,87   | 1     |
| Partito Repubblicano Italiano-Unione di Centro-Democrazia Cristiana | 739    | 4,73   | 1     |
| Noi per la Città                                                    | 585    | 3,75   | 1     |
| Italia dei Valori                                                   | 298    | 1,91   | -     |
| Socialisti Democratici Italiani                                     | 252    | 1,61   | -     |
| Partito dei Comunisti Italiani                                      | 192    | 1,23   | -     |
| Francesco Forenza                                                   | 943    | 5,53   | 1     |
| L'Altra San Donato                                                  | 921    | 5,90   | -     |
| Simona Gargani                                                      | 798    | 4,68   | 1     |
| Lega Nord                                                           | 781    | 5,00   | 1     |
| Massimiliano Mistretta                                              | 708    | 4,15   | -     |
| Partito della Rifondazione Comunista                                | 662    | 4,24   | -     |
| Francesco Montinaro                                                 | 72     | 0,42   | -     |
| Democrazia Cristiana per le Autonomie-Altri                         | 70     | 0,45   | -     |
| Totale alle liste                                                   | 15.611 | 100,00 | 26    |
| TOTALE                                                              | 17.049 | 100,00 | 30    |

### Sesto San Giovanni
| Candidati e Liste                            | Voti   | %      | Seggi |
| -------------------------------------------- | ------ | ------ | ----- |
| Giorgio Oldrini                              | 21.606 | 53,40  | -     |
| L'Ulivo                                      | 11.961 | 34,81  | 13    |
| Partito della Rifondazione Comunista         | 2.280  | 6,64   | 2     |
| Federazione dei Verdi                        | 1.188  | 3,46   | 1     |
| Partito dei Comunisti Italiani               | 1.045  | 3,04   | 1     |
| Italia dei Valori                            | 863    | 2,51   | 1     |
| Democrazia Cristiana                         | 774    | 2,25   | -     |
| Giuseppe Pasini                              | 15.486 | 38,28  | 1     |
| Forza Italia                                 | 8.284  | 24,11  | 8     |
| Con Pasini-Finalmente per Sesto              | 2.037  | 5,93   | 1     |
| Alleanza Nazionale                           | 1.798  | 5,23   | 1     |
| Lega Padana Lombardia                        | 660    | 1,92   | -     |
| Unione dei Democratici Cristiani e di Centro | 376    | 1,09   | -     |
| Partito Pensionati                           | 244    | 0,71   | -     |
| Democrazia Cristiana per le Autonomie        | 86     | 0,25   | -     |
| Alessandra Tabacco                           | 2.834  | 7,00   | 1     |
| Lega Nord                                    | 2.018  | 5,87   | -     |
| Lista Indipendente Cittadini Comuni          | 257    | 0,75   | -     |
| Giuseppe Trovato                             | 297    | 0,73   | -     |
| Forza Nuova                                  | 283    | 0,82   | -     |
| Pietro Cappelletti                           | 234    | 0,85   | -     |
| Noi Sestesi                                  | 207    | 0,60   | -     |
| Totale alle liste                            | 34.361 | 100,00 | 28    |
| TOTALE                                       | 40.457 | 100,00 | 30    |

## Brescia

### Desenzano del Garda
| Candidati e Liste                                          | Voti   | %      | Seggi |
| ---------------------------------------------------------- | ------ | ------ | ----- |
| Felice Anelli                                              | 7.015  | 48,32  | -     |
| Forza Italia                                               | 3.312  | 26,91  | 8     |
| Lega Nord                                                  | 1.185  | 9,63   | 2     |
| Alleanza Nazionale                                         | 788    | 6,40   | 1     |
| Comune Amico                                               | 616    | 5,01   | 1     |
| Unione dei Democratici Cristiani e di Centro               | 395    | 3,21   | -     |
| Partito Pensionati                                         | 70     | 0,57   | -     |
| Democrazia Cristiana per le Autonomie-Democrazia Cristiana | 66     | 0,54   | -     |
| Basta Tasse                                                | 33     | 0,27   | -     |
| Fiorenzo Pienazza                                          | 6.285  | 43,29  | 1     |
| Lista Pienazza                                             | 2.285  | 18,57  | 3     |
| Desenzano Democratica con Pienazza                         | 2.033  | 16,52  | 3     |
| Unione a Desenzano per Pienazza                            | 608    | 4,94   | -     |
| Enrico Frosi                                               | 1.217  | 8,38   | 1     |
| Coraggio per Cambiare                                      | 802    | 6,52   | -     |
| Amici Miei Sport e Ambiente                                | 113    | 0,92   | -     |
| Totale alle liste                                          | 12.306 | 100,00 | 18    |
| TOTALE                                                     | 14.517 | 100,00 | 20    |

## Como

### Como
| Candidati e Liste                            | Voti   | %      | Seggi |
| -------------------------------------------- | ------ | ------ | ----- |
| Stefano Bruni                                | 25.765 | 56,19  | -     |
| Forza Italia                                 | 12.832 | 32,09  | 13    |
| Alleanza Nazionale                           | 4.592  | 11,48  | 5     |
| Lega Nord                                    | 4.319  | 10,80  | 4     |
| Unione dei Democratici Cristiani e di Centro | 2.087  | 5,22   | 2     |
| Basta Tasse                                  | 227    | 0,57   | -     |
| Luca Gaffuri                                 | 15.224 | 33,20  | 1     |
| L'Ulivo                                      | 5.974  | 14,94  | 7     |
| Per Como Gaffuri Sindaco                     | 3.331  | 8,33   | 3     |
| Rifondazione Comunista                       | 1.380  | 3,45   | 1     |
| Progetto Amministrare Como                   | 927    | 2,32   | 1     |
| Federazione dei Verdi                        | 538    | 1,35   | -     |
| Comunisti Italiani                           | 361    | 0,90   | -     |
| Giorgio Carcano                              | 4.123  | 8,99   | 1     |
| Area 2010                                    | 2.028  | 5,07   | 2     |
| Cittadini per Como                           | 848    | 2,12   | -     |
| Piercarlo Stefano Roscio                     | 535    | 1,17   | -     |
| Fiamma Tricolore                             | 398    | 1,00   | -     |
| Salvatore Ciraolo                            | 205    | 0,45   | -     |
| Cattolici Liberali Cristiani                 | 150    | 0,38   | -     |
| Totale alle liste                            | 39.992 | 100,00 | 38    |
| TOTALE                                       | 45.852 | 100,00 | 40    |

Fonte: Ministero dell'Interno

### Cantù
| Candidati e Liste                            | Voti   | %      | Seggi |
| -------------------------------------------- | ------ | ------ | ----- |
| Tiziana Sala                                 | 8.724  | 43,31  | -     |
| Forza Italia                                 | 4.574  | 26,13  | 11    |
| Lega Nord                                    | 2.550  | 14,56  | 6     |
| Unione dei Democratici Cristiani e di Centro | 631    | 3,60   | 1     |
| Partito Pensionati                           | 90     | 0,51   | -     |
| I Liberal Sgarbi                             | 59     | 0,34   | -     |
| Claudio Bizzozero                            | 4.812  | 23,89  | 1     |
| Lavori in Corso                              | 1.129  | 6,45   | 2     |
| Cantù Vera                                   | 745    | 4,26   | 1     |
| Vighizzolo Insieme                           | 408    | 2,33   | 1     |
| Noi di Fecchio                               | 393    | 2,24   | 1     |
| Cantù Centro                                 | 361    | 2,06   | 1     |
| Mirabello...con Voi                          | 352    | 2,02   | -     |
| Cascina Amata                                | 287    | 1,64   | -     |
| Per Cantù Asnago                             | 191    | 1,09   | -     |
| Vittorio Spinelli                            | 3.322  | 16,49  | 1     |
| L'Ulivo                                      | 2.387  | 13,63  | 3     |
| Partito della Rifondazione Comunista         | 504    | 2,88   | -     |
| Wolfango Masocco                             | 1.250  | 6,21   | 1     |
| Alleanza Nazionale                           | 1.152  | 6,58   | -     |
| Maria Fumagalli                              | 752    | 3,73   | -     |
| Viva Vighizzolo Viva Polo Civico di Centro   | 444    | 2,54   | -     |
| Unalternativa Polo Civico di Centro          | 174    | 0,99   | -     |
| Angiola Tremonti                             | 749    | 3,72   | 1     |
| Lista Tremonti                               | 640    | 3,66   | -     |
| Renato Meroni                                | 534    | 2,65   | -     |
| Cantù Futura                                 | 437    | 2,50   | -     |
| Totale alle liste                            | 17.508 | 100,00 | 26    |
| TOTALE                                       | 20.143 | 100,00 | 30    |

### Erba
| Candidati e Liste                            | Voti  | %      | Seggi |
| -------------------------------------------- | ----- | ------ | ----- |
| Marcella Tili                                | 6.223 | 63,07  | -     |
| Forza Italia                                 | 3.666 | 40,64  | 10    |
| Lega Nord                                    | 892   | 9,89   | 2     |
| Alleanza Nazionale                           | 646   | 7,16   | 1     |
| Unione dei Democratici Cristiani e di Centro | 333   | 3,69   | -     |
| Per Cambiare                                 | 170   | 1,88   | -     |
| Partito Pensionati                           | 35    | 0,39   | -     |
| Enrico Ghioni                                | 2.916 | 29,55  | 1     |
| L'Ulivo                                      | 1.353 | 15,00  | 3     |
| L'Altracittà                                 | 619   | 6,86   | 1     |
| Partito della Rifondazione Comunista         | 400   | 4,43   | 1     |
| 22036 Mai Dire Giovani                       | 125   | 1,39   | -     |
| Socialisti                                   | 120   | 1,33   | -     |
| Filippo Pozzoli                              | 728   | 7,38   | 1     |
| Polo Civico di Centro                        | 661   | 7,33   | -     |
| Totale alle liste                            | 9.020 | 100,00 | 18    |
| TOTALE                                       | 9.867 | 100,00 | 20    |

## Cremona

### Crema
| Candidati e Liste                            | Voti   | %      | Seggi |
| -------------------------------------------- | ------ | ------ | ----- |
| Bruno Bruttomesso                            | 10.318 | 52,06  | -     |
| Forza Italia                                 | 4.905  | 28,20  | 11    |
| Alleanza Nazionale                           | 1.301  | 7,48   | 3     |
| Lega Nord                                    | 1.287  | 7,40   | 2     |
| Crema Più                                    | 802    | 4,61   | 1     |
| Unione dei Democratici Cristiani e di Centro | 519    | 2,98   | 1     |
| Partito Pensionati                           | 157    | 0,90   | -     |
| Democrazia Cristiana per le Autonomie        | 135    | 0,78   | -     |
| Giovanni Risari                              | 9.029  | 45,56  | 1     |
| L'Ulivo                                      | 3.936  | 22,63  | 7     |
| Crema Viva                                   | 1.024  | 5,89   | 2     |
| Partito della Rifondazione Comunista         | 994    | 5,71   | 1     |
| Federazione dei Verdi                        | 830    | 4,77   | 1     |
| Democrazia Cristiana-Altri                   | 404    | 2,32   | -     |
| Costituente Socialista                       | 323    | 1,86   | -     |
| Partito dei Comunisti Italiani               | 163    | 0,94   | -     |
| Crema Solidale                               | 159    | 0,91   | -     |
| Italia dei Valori                            | 132    | 0,76   | -     |
| Luigi Dossena                                | 471    | 2,38   | -     |
| Lista Civica Gerundo                         | 325    | 1,87   | -     |
| Totale alle liste                            | 17.396 | 100,00 | 29    |
| TOTALE                                       | 19.818 | 100,00 | 30    |

## Mantova

### Castiglione delle Stiviere
| Candidati e Liste                                                                         | Voti   | %      | Seggi |
| ----------------------------------------------------------------------------------------- | ------ | ------ | ----- |
| Fabrizio Paganella                                                                        | 6.550  | 61,17  | -     |
| Forza Italia                                                                              | 3.803  | 38,77  | 9     |
| Lega Nord                                                                                 | 1.057  | 10,78  | 2     |
| Unione dei Democratici Cristiani e di Centro                                              | 700    | 7,14   | 1     |
| Alleanza Nazionale                                                                        | 680    | 6,93   | 1     |
| Innocente Sereni                                                                          | 3.317  | 30,98  | 1     |
| Castiglione Democratica                                                                   | 1.640  | 16,72  | 3     |
| Socialisti Ambientalisti                                                                  | 616    | 6,28   | 1     |
| Moderati al Centro                                                                        | 568    | 5,79   | 1     |
| Massimo Mergoni                                                                           | 639    | 5,97   | 1     |
| Federazione dei Verdi-Partito dei Comunisti Italiani-Partito della Rifondazione Comunista | 566    | 5,77   | -     |
| Rossella Jessita Mc Kinney                                                                | 201    | 1,88   | -     |
| Udeur                                                                                     | 179    | 1,82   | -     |
| Totale alle liste                                                                         | 9.809  | 100,00 | 18    |
| TOTALE                                                                                    | 10.707 | 100,00 | 20    |

## Monza e della Brianza

### Monza
| Candidati e Liste                            | Voti   | %      | Seggi |
| -------------------------------------------- | ------ | ------ | ----- |
| Marco Mariani                                | 37.615 | 53,53  | -     |
| Forza Italia                                 | 17.937 | 29,06  | 15    |
| Lega Nord                                    | 5.389  | 8,73   | 4     |
| Alleanza Nazionale                           | 4.545  | 7,36   | 3     |
| Unione dei Democratici Cristiani e di Centro | 2.079  | 3,37   | 1     |
| Mida                                         | 1.662  | 2,69   | 1     |
| Democrazia Cristiana per le Autonomie        | 1.009  | 1,63   | -     |
| Per Monza Oggi                               | 571    | 0,93   | -     |
| Partito Pensionati                           | 351    | 0,57   | -     |
| Azione Sociale                               | 237    | 0,38   | -     |
| I Liberal Sgarbi                             | 229    | 0,37   | -     |
| Movimento per l'Autonomia                    | 167    | 0,27   | -     |
| Basta Tasse                                  | 123    | 0,20   | -     |
| Michele Francesco Faglia                     | 29.237 | 41,60  | 1     |
| L'Ulivo                                      | 12.513 | 20,27  | 9     |
| Lista Civica Faglia                          | 7.252  | 11,75  | 5     |
| Rifondazione Comunista                       | 2.110  | 3,42   | 1     |
| Italia dei Valori                            | 986    | 1,60   | -     |
| Federazione dei Verdi-Comunisti Italiani     | 782    | 1,27   | -     |
| Socialisti Democratici Italiani              | 349    | 0,57   | -     |
| Gian Pietro Mosca                            | 1.593  | 2,27   | -     |
| Insieme per Monza                            | 1.652  | 2,68   | -     |
| Ambrogio Moccia                              | 1.013  | 1,44   | -     |
| Movimento per Monza                          | 1.011  | 1,64   | -     |
| Giorgio Fustinoni                            | 684    | 0,97   | -     |
| Orizzonti Concreti                           | 647    | 1,05   | -     |
| Giuseppe Cirillo                             | 68     | 0,10   | -     |
| Preservativi Gratis                          | 59     | 0,10   | -     |
| Marco Stegani                                | 63     | 0,09   | -     |
| Partito Umanista                             | 58     | 0,09   | -     |
| Totale alle liste                            | 61.718 | 100,00 | 39    |
| TOTALE                                       | 70.273 | 100,00 | 40    |

Fonte: Ministero dell'Interno

### Lissone
| Candidati e Liste                                          | Voti   | %      | Seggi |
| ---------------------------------------------------------- | ------ | ------ | ----- |
| Ambrogio Fossati                                           | 11.694 | 54,79  | -     |
| Forza Italia                                               | 5.845  | 30,69  | 10    |
| Lega Nord                                                  | 3.202  | 16,81  | 6     |
| Alleanza Nazionale                                         | 1.217  | 6,39   | 2     |
| Unione dei Democratici Cristiani e di Centro               | 893    | 4,69   | 1     |
| Maurizio Mazzoleni                                         | 4.313  | 20,21  | 1     |
| Il NuOvo                                                   | 1.303  | 6,84   | 2     |
| Noi Lissone                                                | 1.142  | 6,00   | 1     |
| Lissone la Mia Città                                       | 795    | 4,17   | 1     |
| Renzo Perego                                               | 2.207  | 10,34  | 1     |
| La Margherita                                              | 1.059  | 5,56   | 1     |
| Vivere Lissone                                             | 740    | 3,89   | 1     |
| Emilio Ghigni                                              | 1.755  | 8,22   | 1     |
| Uniti nel Centro Sinistra                                  | 1.237  | 6,50   | 1     |
| Partito della Rifondazione Comunista-Federazione dei Verdi | 313    | 1,64   | -     |
| Ruggero Sala                                               | 902    | 4,23   | 1     |
| Per Lissone Oggi                                           | 849    | 4,46   | -     |
| Davide Viganò                                              | 259    | 1,21   | -     |
| Partito Comunista dei Lavoratori                           | 250    | 1,31   | -     |
| Francesco Bosco                                            | 215    | 1,01   | -     |
| Italia dei Valori                                          | 200    | 1,05   | -     |
| Totale alle liste                                          | 19.045 | 100,00 | 26    |
| TOTALE                                                     | 21.345 | 100,00 | 30    |

### Meda
| Candidati e Liste                                                | Voti   | %      | Seggi |
| ---------------------------------------------------------------- | ------ | ------ | ----- |
| Giorgio Taveggia                                                 | 3.755  | 29,24  | -     |
| Lega Nord                                                        | 2.814  | 24,81  | 11    |
| Città Ideale-Progetto Meda                                       | 506    | 4,46   | 1     |
| Giuseppe Ferrario                                                | 4.869  | 37,92  | 1     |
| Forza Italia                                                     | 2.189  | 19,30  | 2     |
| Alleanza Nazionale                                               | 1.672  | 14,74  | 2     |
| Unione dei Democratici Cristiani e di Centro                     | 305    | 2,69   | -     |
| Partito Repubblicano Italiano                                    | 212    | 1,87   | -     |
| Partito Pensionati                                               | 63     | 0,56   | -     |
| Luigi Buraschi                                                   | 3.466  | 26,99  | 1     |
| L'Ulivo                                                          | 1.099  | 9,69   | 1     |
| Con Buraschi per Meda                                            | 856    | 7,55   | 1     |
| Uniti per Meda                                                   | 535    | 4,72   | -     |
| Sinistra e Ambiente (Partito della Rifondazione Comunista-Altri) | 383    | 3,38   | -     |
| Diego Fallara                                                    | 548    | 4,27   | -     |
| Area Laica a Meda                                                | 514    | 4,53   | -     |
| Aldo Valsecchi                                                   | 202    | 1.57   | -     |
| Vivere in Meda                                                   | 194    | 1,71   | -     |
| Totale alle liste                                                | 11.342 | 100,00 | 18    |
| TOTALE                                                           | 12.840 | 100,00 | 20    |

## Varese

### Cassano Magnago
| Candidati e Liste                            | Voti   | %      | Seggi |
| -------------------------------------------- | ------ | ------ | ----- |
| Aldo Morniroli                               | 5.695  | 47,82  | -     |
| Forza Italia                                 | 2.603  | 24,08  | 6     |
| Lega Nord                                    | 1.649  | 15,26  | 4     |
| Alleanza Nazionale                           | 435    | 4,02   | 1     |
| Unione dei Democratici Cristiani e di Centro | 385    | 3,56   | 1     |
| Nuovo PSI                                    | 158    | 1,46   | -     |
| Domenico Uslenghi                            | 2.276  | 19,11  | 1     |
| Lista Uslenghi                               | 2.018  | 18,67  | 2     |
| Luigia Puricelli                             | 2.267  | 19,04  | 1     |
| L'Ulivo                                      | 2.064  | 19,10  | 3     |
| Massimo Trevisol                             | 717    | 6,02   | 1     |
| Polo Civico di Centro                        | 621    | 5,75   | -     |
| Giuseppe Di Nanno                            | 351    | 2,95   | -     |
| Partito della Rifondazione Comunista         | 234    | 2,16   | -     |
| Federazione dei Verdi                        | 81     | 0,75   | -     |
| Paolo Rossi                                  | 235    | 1,97   | -     |
| Partito dei Comunisti Italiani               | 227    | 2,10   | -     |
| Ambrogio Innocenti                           | 208    | 1,75   | -     |
| Cassano per Cassano                          | 177    | 1,64   | -     |
| Alfonso Maria Chiarenza                      | 160    | 1,34   | -     |
| Azione Sociale                               | 157    | 1,45   | -     |
| Totale alle liste                            | 10.809 | 100,00 | 17    |
| TOTALE                                       | 11.909 | 100,00 | 20    |

### Malnate
| Candidati e Liste                            | Voti  | %      | Seggi |
| -------------------------------------------- | ----- | ------ | ----- |
| Sandro Damiani                               | 3.026 | 35,58  | -     |
| Lega Nord                                    | 1.187 | 15,22  | 6     |
| Alleanza Nazionale                           | 562   | 7,21   | 3     |
| Damiani Sindaco                              | 545   | 6,99   | 2     |
| Unione dei Democratici Cristiani e di Centro | 272   | 3,49   | 1     |
| Eugenio Paganini                             | 2.620 | 30,81  | 1     |
| L'Ulivo                                      | 2.508 | 32,16  | 4     |
| Elia Azzalin                                 | 1.330 | 15,64  | 1     |
| Forza Italia                                 | 1.299 | 16,66  | 1     |
| Raffaele Bernasconi                          | 466   | 5,48   | 1     |
| Malnate Viva                                 | 434   | 5,56   | -     |
| Stefano Bernasconi                           | 459   | 5,40   | -     |
| Partito della Rifondazione Comunista         | 422   | 5,41   | -     |
| Giuseppe Albertini                           | 440   | 5,17   | -     |
| Polo Civico di Centro                        | 411   | 5,27   | -     |
| Max Ferrari                                  | 164   | 1,93   | -     |
| Fronte Indipendentista Lombardia             | 159   | 2,04   | -     |
| Totale alle liste                            | 7.799 | 100,00 | 17    |
| TOTALE                                       | 8.505 | 100,00 | 20    |

### Tradate
| Candidati e Liste                     | Voti  | %      | Seggi |
| ------------------------------------- | ----- | ------ | ----- |
| Stefano Candiani                      | 6.509 | 67,63  | -     |
| Lega Nord                             | 3.111 | 37,75  | 9     |
| Forza Italia                          | 1.624 | 19,71  | 4     |
| Alleanza Nazionale                    | 742   | 9,00   | 2     |
| Alleanza Lombarda Autonomia           | 63    | 0,76   | 2     |
| Luca Carignola                        | 1.818 | 18,89  | 1     |
| L'Ulivo                               | 1.221 | 14,81  | 3     |
| Partito della Rifondazione Comunista  | 181   | 2,20   | -     |
| Partito dei Comunisti Italiani        | 132   | 1,60   | -     |
| Carlo Uslenghi                        | 506   | 5,26   | 1     |
| Insieme per la Città                  | 445   | 5,40   | -     |
| Luigi Albizzati                       | 284   | 2,95   | -     |
| Socialisti Democratici Italiani       | 258   | 3,13   | -     |
| Giuseppe Munitello                    | 167   | 1,74   | -     |
| Fiamma Tricolore                      | 159   | 1,93   | -     |
| Egidio Castelli                       | 162   | 1,68   | -     |
| Fronte Indipendentista Lombardia      | 142   | 1,72   | -     |
| Libera Selvaggio                      | 147   | 1,53   | -     |
| Democrazia Cristiana per le Autonomie | 136   | 1,65   | -     |
| Franco Bianchi                        | 32    | 0,33   | -     |
| Polo Civico di Centro                 | 27    | 0,33   | -     |
| Totale alle liste                     | 8.241 | 100,00 | 18    |
| TOTALE                                | 9.625 | 100,00 | 20    |